# Alistair McAlpine, Baron McAlpine of West Green

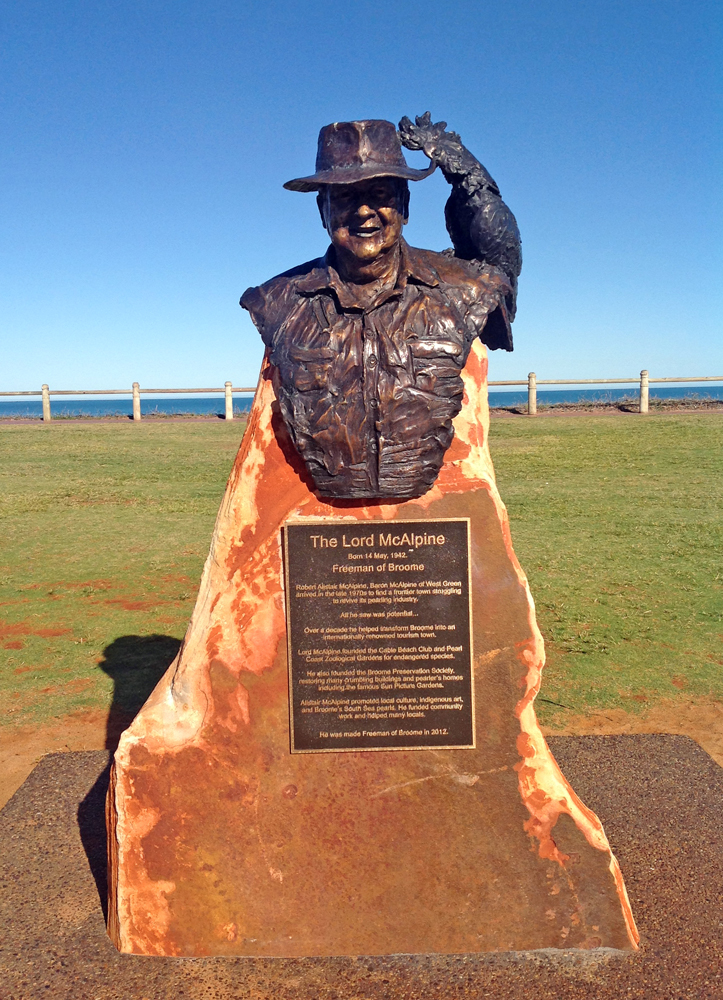
Lebensgroße Bronzestatue von Lord McAlpine vor Cable Beach (Westaustralien), geschaffen von der Bildhauerin Linda Klarfeld.

Robert Alistair McAlpine, Baron McAlpine of West Green, bekannt als Alistair McAlpine (* 14. Mai 1942 in London; † 18. Januar 2014 in Italien) war ein britischer Politiker (Conservative Party, Referendum Party), Life Peer, Autor und Unternehmer.

## Leben und Karriere
McAlpine wurde 1942 als jüngerer Sohn von Edwin McAlpine, Baron McAlpine of Moffat (1907–1990) und Ella Mary Gardner Garnett (1910–1987) geboren. Sir William McAlpine, 6. Baronet, ist sein älterer Bruder. Er besuchte die Stowe School in Buckinghamshire. Diese verließ er mit 16 Jahren, mit nur drei O-levels, vor allem infolge seiner Dyslexie.
Als Nachkomme einer Familie von Bauunternehmern, der damals auch das The Dorchester gehörte, arbeitete McAlpine seit seiner Schulzeit im Familienunternehmen mit, zunächst als Werkstattschreiber an der sogenannten South Bank Site. Diese war bekannt für inoffizielle Streiks, unter anderem organisiert von der Communist Party of Great Britain und rivalisierenden Trotzkisten. McAlpine wurde 1964 Direktor von Sir Robert McAlpine & Sons.
Er war Direktor von Newarthil plc. Von 1972 bis 1973 war er Direktor des Institute of Contemporary Arts (ICA), von 1973 bis 1980 dann stellvertretender Vorsitzender der Contemporary Arts Society. Von 1975 bis 1983 war er Direktor der George Weidenfeld Holdings Ltd. Von 1974 bis 1975 war er Schatzmeister und seit 1975 Vizepräsident der European League of Economic Cooperation.
McAlpine stand in seinen politischen Ansichten Margaret Thatcher nahe, die er 1975 auf einer Dinner-Party kennenlernte. Einige Tage später wurde er von ihr zum Schatzmeister der Partei ernannt. Er war ehrenamtlicher Schatzmeister der European Democratic Union von 1978 bis 1988 und der Conservative and Unionist Party von 1975 bis 1990 sowie stellvertretender Parteivorsitzender von 1979 bis 1983.
Bei T I Finance Ltd war er zunächst Direktor von 1981 bis 1990, dann von 1985 bis 1990 Vorsitzender. McAlpine war 1981/82 Mitglied des Arts Council of Great Britain, beim Council British Stage Company von 1973 bis 1975 und von 1976 bis 1991 bei den Friends of Victoria and Albert Museum. Von 1974 bis 1980 war er Mitglied im Treuhandrat des Royal Opera House. Er war von 1981 bis 1982 Direktor der Polytechnic of the South Bank und von 1981 bis 1984 übte er dieses Amt bei der Stowe School aus. Er war von 1978 bis 1981 Präsident und seit 1981 Schirmherr der British Waterfowl Association. McAlpine hatte in verschiedenen Institutionen das Amt des Vizepräsidenten inne. Seit 1989 ist McAlpine Schirmherr der SAVE Foundation in Australien.
McAlpine stellte Thatcher in den Monaten nach ihrer Wahlniederlage ihr neues Hauptquartier in der Great College Street zur Verfügung. Später nahm er dort konservative Abgeordnete auf, die entgegen der Regierungspolitik von John Major den Vertrag von Maastricht öffentlich ablehnten. Als Schatzmeister der Conservative Party von 1975 bis 1990 war er für die meisten, im Geheimen stattgefundenen Sammlungen von Parteispenden verantwortlich. Dies sorgte 1993 für Besorgnis unter den Mitgliedern des Select Committee on Home Affairs des House of Commons. Im Gespräch mit Independent Television News (ITN) gab er zu, dass er mit der Annahme von Geldspenden des türkischen Tycoons Asil Nadir eine Fehlentscheidung getroffen habe. Er gab außerdem zu, Geld von US-Geschäftsleuten und Bürgern Hongkongs angenommen zu haben. Das Geld wurde über geheime Auslandskonten geschleust, die es nach seinen Angaben in großem Umfange gebe. 1996 vertrat McAlpine in einem Interview mit BBC Radio 4 den Standpunkt, die Conservative Party solle das von Nadir erhaltene Geld zurückgeben. Vorschlägen, das Conservative Central Office solle Finanztransaktionen stärker offenlegen, stand McAlpine allgemein stets ablehnend gegenüber.
Von 1993 bis 1996 war er Präsident des The Medical College of St Bartholomew’s Hospital. Er ist Liveryman der Worshipful Company of Gunmakers.
In Australien verdiente er hohe Summen durch Immobilienspekulanten. In den 1990er Jahren verbrachte er drei Monate im Jahr dort. Er besitzt Sammlungen von Kunstwerken der Aborigines, keltischen und römischen Artefakten. McAlpine produziert Schmuck und ist Inhaber einer Galerie in der Cork Street. In den 1990er Jahren erlitt er in Australien einen finanziellen Zusammenbruch seiner Wirtschaftsunternehmen.
Im November 2012 wurde McAlpine beschuldigt, in einen Skandal um sexuellen Kindesmissbrauch in Nord-Wales verwickelt zu sein. Im BBC-Fernsehprogramm Newsnight war von der Verwicklung eines hochrangigen konservativen Politikers die Rede, ohne dass McAlpine direkt namentlich genannt wurde. Auf Twitter und in anderen sozialen Netzwerken wurde sein Name jedoch als vermuteter Verdächtiger genannt. Es stellte sich jedoch heraus, dass MacAlpine aufgrund oberflächlicher Ähnlichkeit mit dem eigentlichen Täter verwechselt worden war. Die BBC wurde aufgrund ihrer Nachrichtenpolitik in dieser Sache öffentlich kritisiert und der verantwortliche Programmdirektor trat zurück. McAlpine erhielt von der BBC 185.000 £ als Entschädigung aufgrund dieser Rufschädigung, die er für soziale Zwecke spendete. McAlpine ging auch gerichtlich gegen andere Nachrichtenmagazine und gegen einzelne Twitter-Benutzer vor.
Er galt als Lebemann, setzte sich als Schirmherr für die Künste ein und war als Autor aktiv. Diesen Interessen ging er mit erheblichem Einsatz nach. Er gründete in den 1960er Jahren sein eigenes Verlagshaus in London und war als Kunsthändler, Sammler, Hotelier und Zooinhaber in Broome, Westaustralien tätig.

## Mitgliedschaft im House of Lords
McAlpine wurde am 2. Februar 1984 zum Life Peer als Baron McAlpine of West Green, of West Green in the County of Hampshire ernannt. Am 15. Mai 1984 hielt er seine Antrittsrede im House of Lords. Am 7. November 1989 meldete er sich zuletzt zu Wort. Zum letzten Mal nahm er am 8. Februar 2010 an einer Abstimmung teil.
1996 trat er aus der Conservative Party aus und wurde Mitglied der Referendum Party von James Goldsmith. Nach dessen Tod 1997 wurde McAlpine dort Parteivorsitzender. Im House of Lords saß er einige Zeit als unabhängiger Konservativer und kehrte dann zu den Tories zurück.
Er beendete am 21. Mai 2010 seine Mitgliedschaft im House of Lords, um sich der Besteuerung seines Vermögens innerhalb Großbritanniens zu entziehen.

## Familie
McAlpine heiratete 1964 Sarah Baron. 1979 ließen sich McAlpine und Baron scheiden.
McAlpine ist Vater von drei Töchtern: Zwei Töchter stammen aus seiner ersten Ehe mit Sarah Baron, eine weitere Tochter aus seiner zweiten Ehe mit Romilly McAlpine. 2002 heiratete McAlpine in dritter Ehe Athena Malpas, die 27 Jahre jünger als er war.

## Veröffentlichungen
- The Servant. Faber and Faber. 1992. ISBN 978-0-571-16886-6
- Journal of a Collector. Pavilion Books. 1994. ISBN 978-1-85793-433-5
- Letters to a Young Politician. Faber and Faber. 1995. ISBN 978-0-571-17057-9
- Once A Jolly Bagman: Memoirs. Weidenfeld & Nicolson. 1997. ISBN 978-0-297-81737-6
- The New Machiavelli: The Art of Politics in Business. John Wiley & Sons. 1997. ISBN 978-0-471-35095-8
- Collecting and Display. Conran Octopus Ltd. 1998. ISBN 978-1-85029-956-1
- From Bagman to Swagman: Tales of Broome, the North West and Other Australian Adventures. Allen & Unwin. 1999. ISBN 978-1-86508-104-5
- The Essential Guide to Collectibles: A Source Book of Public Collections in Europe and America . Studio. 2002. ISBN 978-0-670-03032-3